# Arnebia latebracteata
Arnebia latebracteata är en strävbladig växtart som beskrevs av H. Riedl. Arnebia latebracteata ingår i släktet Arnebia och familjen strävbladiga växter. Inga underarter finns listade i Catalogue of Life.